# 국연 (양주)
국연(麴演, ? ~ 220년)은 중국 후한 ~ 삼국 시대의 무장 · 군벌이다. 서평군 일대를 거점으로 할거하다 소칙에게 토벌당해 죽었다.

## 사적
관중 군벌 한수는 184년 조정에 반기를 든 이래 30여년 간 중앙 정부와 반목했으나, 동관 전투에서 지고서 세력이 약해졌다. 건안 20년(215년), 국연은 인근 금성군에서 할거하는 장군 장석(蔣石) 등과 함께 한수를 죽여 그 머리를 조조에게 보냈다.
이후 무위군의 안준(顔俊), 장액군의 화난(和鸞), 주천군의 황화(黃華) 등과 나란히 반기를 들었다가 서로 싸웠다. 조조가 죽자 그 틈을 노려 반란을 일으키고 호강교위(護羌校尉)를 자칭했으나 금성태수 소칙의 공격을 받고 항복했다. 그러나 이후에도 이웃 군의 장군들과 연계하여 난을 일으키고자 했고, 문제 조비가 황제로 즉위하여 옹주의 몇 군을 떼어 새로 양주를 설치하고 안정태수 추기를 자사로 파견하자, 장액군의 장진(張進)이 이에 반발해 장액태수 두통을 사로잡고 들고일어났으며 국연도 황화와 함께 태수를 쫓아내고 이에 호응했다. 그러자 무위의 세 종족도 반란을 일으켰다. 당시 양주의 관료인 무위태수 관구흥은 중앙에서 부름을 받았고, 장군 학소, 위평도 함부로 이들을 토벌하러 출진하지 못했다.
그러나 소칙의 설득으로 인해 이들은 일단 국연 등의 반란을 먼저 토벌하고자 움직여 우선 무위를 공격하여 세 종족의 항복을 받아내고 장진을 쳤다. 국연은 군사 3천을 학소에게 보내 도와주는 척하면서 변을 일으키려 했으나, 소칙에게 꼬드김을 당해 살해당했다. 이후 토벌군은 장진을 죽이고 황화의 항복을 받아내 일단 안정시켰으나, 최종적으로는 결국 자사를 장기로 교체해야 했다.